# Берое (стадіон)
Стадіон «Берое» — один з найбільших стадіонів Болгарії, розташований в районі Аязмото в місті Стара Загора, що вміщує 12 300 глядачів. Використовується в основному для проведення футбольних матчів та легкої атлетики, і є домашньою ареною для місцевого футбольного клубу «Берое» в болгарській Першій лізі.

## Історія
Будівництво стадіону розпочалося навесні 1955 року будівельними військами офіцера Делчо Делчева, почесного громадянина міста. Коли він помер 30 травня 2007 року, тодішній мер міста Євгеній Желев запропонував міській раді, щоб стадіон був названий на честь генерала Делчева, однак пропозицію було відхилено. Оскільки під час будівництва у важкі післявоєнні роки часто не було сил і ресурсів, стадіон був завершений великою кількістю добровільних робіт. Він був відкритий 4 квітня 1959 року тодішнім першим секретарем окружного комітету БКП Атанасом Димитровим.
Рекордна відвідуваність стадіону складає 42 000, і була досягнута на матчі чемпіонату Болгарії між «Берое» та столичним «Левскі» в 1972 році.
20 серпня 1988 року на арені стадіону Йорданка Донкова встановила новий світовий рекорд на 100 метрів з перешкодами — 12,21 секунди.
Наприкінці березня 2012 року стадіон був відданий в концесію на 10 років місцевій футбольній команді «Берое». У наступні роки було реалізовано інвестиційну програму на суму 4,5 млн. левів, яка передбачала повну заміну газону, будівництво дренажної системи, ремонт адміністративної будівлі, заміну крісел, будівництво навчальних майданчиків. Після цього стадіон став відповідати вимогам УЄФА щодо попередніх раундів європейських футбольних турнірів. А вже у травні 2015 року на арені пройшла офіційна церемонія відкриття юнацького чемпіонату з футболу серед гравців віком до 17 років. На трибунах зібралось близько 11 000 глядачів, що є рекордом для такої зустрічі. У матчі, який відбувся після церемонії, болгарська збірна програла 0:2 Хорватам. Надалі на стадіоні пройшло ще 5 матчів групового етапу турніру, два чвертьфінали та один півфінал.

## База
Він має найбільший козирок у країні, робоче освітлення, приладову панель та легкоатлетичний комплекс. Стадіон знаходиться у власності муніципалітету та є частиною спортивного комплексу «Берое», який включає стадіон, легкоатлетичну доріжку навколо нього, 3 майданчики для тренувань, критий легкоатлетичний зал, величезний тенісний комплекс, зал для настільного тенісу, акробатичний спортзал, зал для боксу та кіокушинкай карате.

## Матчі юнацького чемпіонату Європи 2015

### Груповий етап
| 6 травня 2015 19:00 |

| Болгарія | 0–2      | Хорватія               |
| -------- | -------- | ---------------------- |
|          | Протокол | Бабич 24' Блечич 80+3' |

| «Берое», Стара Загора Глядачів: 10,640 Арбітр: Павел Рачковський (Польща) |

| 12 травня 2015 19:00 |

| Німеччина                                 | 4–0      | Чехія |
| ----------------------------------------- | -------- | ----- |
| Пасслак 10', 40+2' Каракас 33' Саглам 53' | Протокол |       |

| «Берое», Стара Загора Глядачів: 1,206 Арбітр: Алан Маріо Сант (Мальта) |

| 7 травня 2015 17:00 |

| Шотландія | 0–5      | Франція                                         |
| --------- | -------- | ----------------------------------------------- |
|           | Протокол | Іконе 18', 20' Едуар 25' Бутобба 35' Дукуре 47' |

| «Берое», Стара Загора Глядачів: 326 Арбітр: Алан Маріо Сант (Мальта) |

| 10 травня 2015 16:00 |

| Ірландія | 0–2      | Італія                  |
| -------- | -------- | ----------------------- |
|          | Протокол | Ло Фасо 9' Маццоккі 56' |

| «Берое», Стара Загора Глядачів: 573 Арбітр: Рой Райншрайбер (Ізраїль) |

| 10 травня 2015 20:00 |

| Нідерланди        | 1–1      | Англія              |
| ----------------- | -------- | ------------------- |
| Бултам 56' (пен.) | Протокол | Фосу-Менса 18' (аг) |

| «Берое», Стара Загора Глядачів: 1,063 Арбітр: Ерік Ламбрехтс (Бельгія) |

| 13 травня 2015 19:00 |

| Англія      | 1–0      | Ірландія |
| ----------- | -------- | -------- |
| Едвардс 71' | Протокол |          |

| «Берое», Стара Загора Глядачів: 974 Арбітр: Павел Рачковський (Польща) |

### Чвертьфінали
| 15 травня 2015 19:00 |

| Німеччина                         | 0–0      | Іспанія                            |
| --------------------------------- | -------- | ---------------------------------- |
|                                   | Протокол |                                    |
|                                   | Пенальті |                                    |
| Гюль · Джанельт · Пасслак · Озкан | 4–2      | Папелу · Ольмо · Аленья · Родрігес |

| «Берое», Стара Загора Глядачів: 2,423 Арбітр: Рой Райншрайбер (Ізраїль) |

| 16 травня 2015 19:00 |

| Франція                 | 3–0      | Італія |
| ----------------------- | -------- | ------ |
| Едуар 5', 72' Іконе 53' | Протокол |        |

| «Берое», Стара Загора Глядачів: 2,114 Арбітр: Данило Груїч (Сербія) |

### Півфінал
| 19 травня 2015 19:00 |

| Німеччина | 1–0      | Росія |
| --------- | -------- | ----- |
| Серра 68' | Протокол |       |

| «Берое», Стара Загора Глядачів: 4,127 Арбітр: Маріус Аврам (Румунія) |